# ウォーハンマー (ミニチュアゲーム)

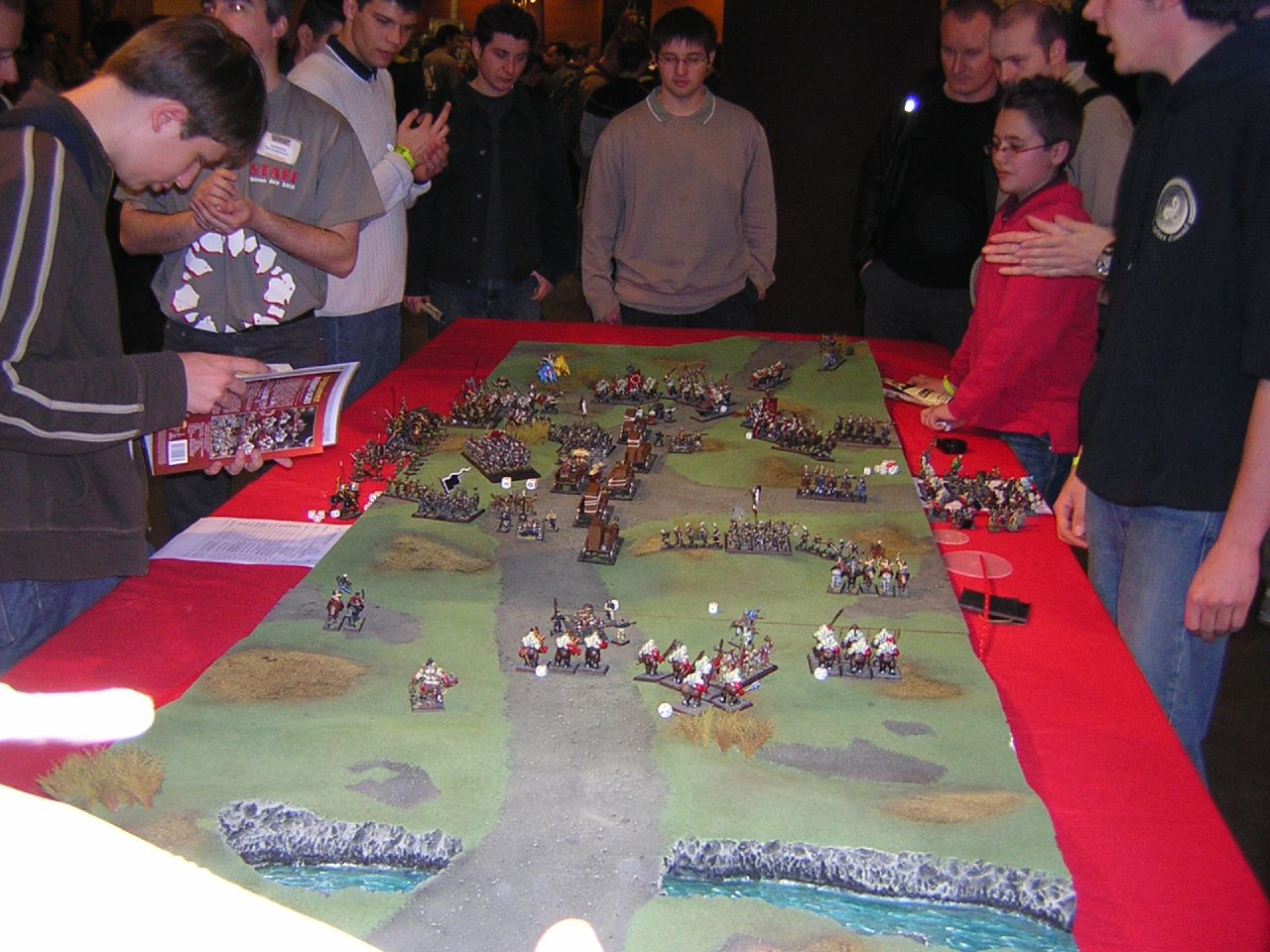
ウォーハンマー (ミニチュアゲーム)

ウォーハンマー（Warhammer)とは、イギリスのゲーム製作会社ゲームズワークショップが製作・販売しているミニチュアゲームのシリーズである。
世界中のミニチュアゲームの中でも最も代表的な物の一つとして知られている本シリーズは同社の主要なコンテンツであり、同社からは2024年現在、大別して2系統の背景世界を用いたシリーズが展開中である。各背景世界内のゲームは、時系列上では緩やかなつながりがあるという設定で、ルール上は両方の世界でも使用できるというミニチュアも存在する。また、それぞれの背景世界を題材にした、ミニチュアを使用するボードゲームなども多数発売されている。
ファンタジー世界
- 『ウォーハンマー：エイジ・オヴ・シグマー』（AoS） - 2024年に第4版が発売

- 『WARHAMMER : the Old World』（ToW） - 2024年に発売、ファンタジーバトルのリブート(未訳)

SF世界
- 『ウォーハンマー40,000』（40K） - 2023年に第10版が発売
- 『WARHAMMER : The Horus Heresy』（30K、またはHH） - 2022年にリブート(未訳)

本項では、『ToW』の前身である『ウォーハンマー：ファンタジーバトル』（ウォーハンマーFB）を中心に解説する。
駒として使用されるミニチュアは未彩色、未組み立てであり、購入者自身で彩色や成形を行う。こうしたクラシカルなタイプのミニチュアゲームとしては、現在では世界最大のシェアを持つ。
剣と魔法のファンタジー世界「オールドワールド」での戦争を題材とした本作は、1983年に初版が発売されて以来、それまで歴史的戦場の再現が中心であったミニチュアゲームの世界に新風を巻き起こした。このゲームの登場以降、それまでミニチュアゲームの世界の中では低俗として扱われていたSF/ファンタジー系の戦争ゲームも市民権を持つようになっていった。発売元のゲームズワークショップは、イギリス国外での直接販売やルールブックの翻訳も行っており、またイギリスとアメリカは国外への海外通販に対応している。日本国内からの直接通販は、イギリス本社が担当している。
2019年現在、日本においてはゲームズワークショップ日本支社（子会社ではなく、英国本社の直轄。法人番号：5700150003173）が輸入・販売・カスタマーサポートを日本語で担当している（以前にはボークスが輸入販売を行っていたこともある）。専門店「ウォーハンマーストア」も全て直営である（2024年現在で日本国内に14店舗、全世界では500店舗以上の規模）。2022年12月、東京都千代田区に、日本での新たな旗艦店である「ウォーハンマーストア&カフェ東京」がオープンした。

## モデリング
ミニチュアはベースサイズ20/25mmのレンジモデルを「一般的な人間」のサイズとしており、それを基準に他のミニチュアのスケールが決定されている。もっともミニチュアの多くはデフォルメされた造形であり、スケールも厳密に決まっているわけではない。ミニチュアのサイズは幅広く5mm程度（複数のミニチュアを1つのベースに載せて使用する）の小さなものから、15cm×22cmの巨大なものまで存在する。
材質は金属（合金）製のピューターと、樹脂製のプラスチックとに大別され、両者の素材からなるパーツを組み合わせる場合もある。金属製のミニチュアはメタルフィギュアと呼ばれ、細かな造形の再現性に優れており、特にキャラクターや精鋭部隊などのモデルに向く。1980年代には、溶融時の流動性が高いホワイトメタルが用いられていたが、昨今の鉛規制の動きにより1990年代には鉛を含まないピューターに変更されている。
プラスチック製は価格を抑えられることから一般兵のモデルに向いており、また重量や後述するコンバージョンのしやすさもあってか、近年では多くのプラ製ミニチュアがリリースされている。これらのプラスチック素材は、日本のプラモデルのそれとは違い粘りがある。
2011年にはメタルフィギュアとしてリリースされていたミニチュアが、レジンキャスト製のミニチュア（シタデル・ファインキャスト）へと変更されている。この背景には世界的なハンダ需要の煽りを受けて、ピューターの原材料である錫相場価格の高騰が生じたためである。また、メタル製のミニチュアが新規に金型を起こされてプラスチック製に更新されることも少なくない。
ミニチュアをキットバッシュ（＝換装：パーツ組み換えによる改造）やコンバージョン（パーツそのものの改造）することは積極的に推奨されている。ほかのミニチュアの部品やパテなどを使い改造することで、まだ発売されていないモデルを作ったり臨場感溢れる場面を再現したりとオリジナルのミニチュアが出来あがる。多くのプラスチックモデルには複数の武器や装飾品などが入っているため、余剰部品を組み合わせるだけでも簡単な改造ができる。この余剰部品は「ビッツ（bits）パーツ」と呼ばれている。

## ペイント
一般的には塗料の定着を強くするために、メタルプライマーやサーフェイサーを塗布してからペイントする。ペイントには筆を使い、ミニチュアの塗装に適したさまざまな手法が存在する。販売店やイベントなどでは基本的な塗り方を教えてもらうことができる。その他、40kの車両など大型のミニチュアの塗装や大量のミニチュアの下塗りにエアブラシを使用する人もいる。
各アーミーの個別ルールを紹介する「アーミーブック（ファンタジーバトル）」「コデックス（40,000）」「バトルトーム(AoS)」には、軍勢のイメージに合わせた色調のペイント例が多数収録されているが、必ずしも例の通りにペイントしなければならないというものではなく、各ミニチュアの彩色は自由とされているほか、未ペイントのミニチュアの使用を禁じるルールも存在しない。
ゲームズワークショップ社の公式見解は、「ゲームで使うには色さえついていればよい」というものである。そのため、プレイヤーの年齢や技量により、ミニチュアのペイントにさまざまなバリエーションを見ることができ、「ペイントが腕の見せ所」というプレイヤーも、ミニチュア全体を一つの色でベタ塗りしたもので遊ぶプレイヤーも許容されている。
また、メーカーが推奨する水性エマルション塗料として、シタデルカラーがある。

## テレイン（地形、情景モデル）
戦場の地形や建物を表現するテレインは、ゲーム中では障害物として機能する。ゲームズワークショップ社の公式見解によれば「平らなテーブルや床が1つあれば、ウォーハンマーは充分にプレイできるし、それだけでもかなり楽しいゲームになるだろう」とされているが、戦略性やゲームバランスを向上させたり、なにより臨場感を高めるためにテレインの使用が推奨されている。森や建物など完成品のモデルが販売されているほか、プラスチックやレジン製の情景モデル作成キットもあり、こちらもミニチュア同様改造やオリジナルの作成が推奨されている。

## ゲームプレイ
ゲームには基本のルールブック、各アーミー固有のルールブック（「アーミーブック」「コデックス」「バトルトーム」と呼ばれる）、ミニチュア、メジャーや六面ダイスなどが必要である。このうちアーミー固有のルールブックは日本の公式サイトからダウンロードできる他、基本ルールブックはダイスやテンプレートなどもセットになったスタートセットに入っている。ゲームプレイの手順としては、まずお互いに使用する勢力とポイントを決める。プレイヤーは自分のアーミーのルールブックに従い、決められたポイントの範囲内で軍隊（アーミー）を編成していくことになる。ほとんどのミニチュアは、複数で一つのユニットとして扱われる。このようにして編成された同規模の軍隊同士でゲームを戦う。戦闘はターン制で行われ、メジャーで実際の距離を測り、ミニチュアを移動させて、射撃や突撃といった戦闘行動を実行する。各ミニチュアがどのような能力をもっているかは、アーミーごとに出版されているルールブックに記載されている。各種の判定にはダイスおよびテンプレート/ブラストマーカーと呼ばれる樹脂製の道具を用いる。最終的に一定のターンを経過した後、勝利ポイントを集計し勝敗を決める。

## ウォーハンマー:ファンタジーバトル（WarHammer:Fantasy Battle）
オールドワールドと呼ばれるファンタジー世界を扱ったゲーム。最終版は8版。2014年にAoSと入れ替わる形で商品展開が終了したが、2024年にリブート(ToW)された。
中世ヨーロッパと似た地形と文化を持つこの世界には、様々な種族や国家が覇権を求めて戦いあっている。また、全ての文化的種族の敵である「混沌（ケイオス）」の勢力も存在し、オールドワールドでは戦いが絶えることはない。ダークファンタジーとも呼ばれる非常に退廃的でブラックな雰囲気が強調されており、ミニチュアも多くが狂気や残虐さ、野蛮さを際立たせる造形がなされている。
また、ハイエルフ・ダークエルフ・ウッドエルフの三種族の耐久性はただの人間と同じと設定されている。
参照：White Dwarf
en:Warhammer Fantasy Battle(01:13, 5 December 2008)を一部翻訳

### エンパイア
エンパイアは、高度な技術力と訓練された強力な軍隊を保有している人類最古にして最大の国家であり、シグマーによって建国された。ドワーフとの交流もある一方、帝都アルトドルフに陣を構える皇帝カール・フランツの指揮の元、北のケイオスの民を撃ち、東のオークを退治し国を守っている。ゲームでは、平均的な基本能力とほぼ全ての基本兵科を持ち、歩兵同士の連携が可能なルールと威力の高い火薬武器によって特性が再現されている。エンパイアは州によって軍服の色が違う、またそのほかにも城塞都市や沿岸警備隊なども独自の軍色を持っている。もっともこれらは強制ではなくあくまでイメージ作りのためなので彩色は自由である。
エンパイアの北に位置するキスレヴ王国は長きにわたりエンパイアと同盟を結んでおり、遊牧民を纏め上げた強力な皇帝や女帝によって統治されている。渾沌の領域（レルム・オブ・ケイオス）が近く陰の国（ノーシャ族の地）と国境を接しているため、ケイオスからの防波堤としてエンパイアからも何度も援軍を送られる。ケイオスの大侵攻の予兆もこの国の斥候から情報を得ている。アーミーブックは日本語未対応。兵科が少ない。

### ブレトニア
ブレトニア王国は「湖の淑女」への信仰と騎士道精神を持って戦う民族として知られており、封建制を取っており、多くの騎士が領主である。戦時には上位の領主の要請の下、時には領民を引き連れて馳せ参ずる。領主達は正々堂々の騎士道精神を重んずるため、卑怯とされる飛び道具は農民が用いる。
ゲームではそのイメージ通りに多種多様な騎兵が揃っており、騎兵の突撃に関して特殊なルールを持つ。また湖の淑女に祈りをささげることで特殊な守護がつく。

### ドワーフ
ドワーフは、たっぷりと蓄えられた髭と、人間より小さい体躯ながらも頑健な身体を特徴とする種族である。器用な手先でさまざまな道具を作り出し、堅固な城塞都市に住む。かつては一大王国として繁栄を極めたものの、エルフとの戦争や天変地異により没落し、現在はゴブリンやスケイブンの侵攻を受けて幾つかの都市は陥落してしまっている。誇り高い上に執念深く、代々伝わる「怨恨の書」には数々の遺恨とその復讐の様子が綴られている。
ゲームでは多くの能力が高めになっており、特にそのタフさにかけては右に出るものはいない。またエンパイアよりも安定した火器、兵器を保持しており安定度は随一といえる。反面足が遅く、騎兵も存在しないため展開は遅く守りに向く。加えて、魔法が使えない代わりに魔法のアイテムを作ることができる。

### ハイエルフ
ハイエルフは、悠久の時を生きる高貴なる種族であり、多くの悲劇を見届けてきた。悲しみの歴史を乗り越えてその栄光を取り戻すために自らを磨き続けている。剣の技を磨き、魔法の探求に没頭し、ドラゴンとの交流をもって知識を高めている。その知的さを生かして人間達に魔法を教え、共にケイオスと戦うこともあったが、尊大かつ傲慢な性格をしており、争うことも多い。故郷を守るために市民も訓練をつんでいる。
ゲームでは長年の訓練と素早い身のこなしを反映して、全員が先制攻撃のルールを持つほか、さらには軍隊の編成に関して有利なルールも持つ。他にも、優秀な連射可能なボルトスロワーや強力なドラゴンを始め一通りの兵科を持つ。

### ダークエルフ
ダークエルフは、遥か昔にハイエルフと袂を分かち、暗黒大陸ナーガロスに移住したエルフである。残虐非道の限りを尽くし、各地から奴隷を捕まえては酷使している。ハイエルフへの激しい憎悪を燃やし、常に復讐の機会をうかがっている。暗黒の神カインへの信仰が広まっており、多くの者がかの神に血と生贄を奉げるために戦っている。
ゲームでは全ての敵を憎悪しているというルールを持ち、さらにハイエルフに対しては憎悪が尽きない。ハイエルフと同性能のボルトスロワーを始め、戦闘獣や暗殺者など特徴的なユニットが多数いる。重騎兵は馬ではなくコールドワンという恐竜に搭乗している。

### ウッドエルフ
ウッドエルフは、ハイエルフたちがオールドワールド大陸を去ったときに森に残った種族である。普段はアセル・ロゥレンの森の奥に隠れ住んでいるが、侵入者に対しては容赦しない。同じく森を根城にし、森を汚すビーストマンとは因縁の仲である。
ゲームでは性能の良い弓と森や林に隠れるのに有利なルールを多く持ち、森を動かしてしまう魔法まである。機動力の高さに対して兵器を持たず、打撃力に欠けるところがある。だが、森の精霊であるトレントやツリーマンといった者たちが、エルフの欠点をある程度補ってくれる。基本的には森に隠れて回り込み、奇襲をかけるといった戦い方が主になる。

### オークとゴブリン
グリーンスキンの名の通り緑の肌を持ち、戦いに明け暮れる民。大きく分けてオークとゴブリンの二種類がおり、オークは勇敢な性格と大柄で強靭な身体で知られる一方、ゴブリンは臆病かつ卑怯な性格と、小柄な体躯で知られている。彼らの常識では力の強さが正義とみなされており、ゴブリンはオークよりも地位が低い。戦いのために生き、徒党を組んで戦争を引き起こす。また、どちらも単純な性格をしているという共通点がある。
ゲームではオーク及びゴブリンとその亜種、更にはトロールやジャイアントといった多くの種族が参戦している。基本的に自分より小さい味方の敗走を見ても動じないため、戦略的な戦いを可能とする一方、プレイヤーの意思に反して勝手に小競り合いを始めたり突っ込んだりするルールも存在する。また、数も多く入れられるので、大抵は戦場にハプニングを起こす。

### オウガ・キングダム
オウガは大きな身体を持った種族であり、ノブラーと呼ばれるゴブリンの亜種を下僕として従え悲嘆山脈に王国を築いている。大アゴ様と呼ばれる存在を崇めている。彼らに消化できないものはないともいわるほど旺盛な食欲で知られており、その食欲を満たすために略奪を行っている。また、傭兵として出稼ぎに出る者も多く、各地で姿が見られる。
ゲームでは巨大なオウガを主力としており、ノブラーは数の補佐を目的として存在している。オウガのユニットは接近戦闘力が高い半面、魔法力及び即死魔法耐性が低いという弱点がある。

### ウォーリア・オブ・ケイオス
ウォーリア・オブ・ケイオスは、混沌の源泉が吹き出る北極点の近くに住む人間で構成された蛮族であり、ケイオスを信仰している。マローダー（略奪者）と呼ばれる彼らは生まれながらにして戦士であり、優秀なものはケイオスアーマーを身に着けることを許される。ケイオスの侵攻の際には信仰する神の気を引こうと、ひたすらに敵を殺戮する。
ゲームでは能力が高い代わりにコストも高く、少数精鋭となる。ケイオスの特徴である変異を受けたユニットが多い。また特定の神（四大神）を信仰するユニットを再現するルールがあり、能力が若干変わる。一般的な射撃武器がほとんど存在しないので、基本的には白兵戦で戦わなければならない。

### デーモン・オブ・ケイオス
ケイオスを体現する悪魔達の勢力。彼らはみなケイオスの一部であり、そのほとんどは四大神の何れかの僕である。過去の版では人間達と同じ勢力であったが、7版では分離して独立した勢力となった。『ウォーハンマー40,000』に登場するデーモンとは姿かたちが同じであり、ミニチュアも共通のものを使う（ベースの形が違うのでそのまま共用できるわけではない）。
ゲームではこちらもコストの高さから少数になりやすい。能力は多彩なものの偏ったものが多く、組み合わせによって増えるものも多いので編成の際は組み合わせを良く考える必要がある。全員がデーモンの特性を再現するルールを備えているので得手不得手がある。また、その特性により射撃に対する耐性が高い。

### ビースト・オブ・ケイオス
ビースト・オブ・ケイオスは、ケイオスの影響を受けて誕生した獣人（ビーストマン）であり、その多くは生まれた直後に森に捨てられた子供達の成れの果てである。エンパイアやブレトニアの薄暗い森の中をねぐらとし、独自の文化を持っている。角の大小が社会的地位に大きく関わり、立派なものはゴールとして認められ、小さくて無様なものはアンゴールとして惨めな生活をおくる。
ゲームでは待ち伏せによる挟み撃ち奇襲攻撃が可能で、ウォーマシンや射撃兵を多用するアーミーに対して非常に高い優位性を有する。接近攻撃能力は中の上程度。兵装が良くないのが弱点だが、その分コストも高くない。優秀な射撃武器を持てないので、とにかく敵に近づくことになる。こちらも以前は人間や悪魔と混ぜて使えたが、現在はそれは出来なくなっている。

### スケイブン
スケイブンは、ケイオスの影響を受けて誕生した鼠人間だが、ケイオスを信仰しておらず、自分達のために暗躍する。独自の社会システムを持ち、広大な地下帝国を築き上げている。多数の氏族（クラン）が存在し、それぞれが権力をめぐって熾烈な闘争を繰り広げている。
ゲームでは安かろう悪かろうなユニットを多数迎えることが出来る。また魔法に関して特殊なルールがある他、味方を巻き添えにしたり大将が後方に隠れて戦えるなど卑劣な戦法が可能。射撃力は凶悪なまでに高いが、暴発が多くムラがある。魔法力も高い部類に位置する。ユニットの接近戦闘力は全般的にあまり高くはないが、一部に凶悪なユニットが存在する。味方を盾にしてでも時間を稼ぎ、射撃や魔法で敵を減らしていく戦い方が基本。

### ヴァンパイアカウント
ヴァンパイアカウントは、吸血鬼を筆頭とする勢力であり、死者繰りの魔法を使いゾンビやスケルトンといったアンデッドを従える。ヴァンパイア自体も超人的な強さを持つ。カーシュタイン、ブラッドドラゴン、ラーミア、ネフェリアーク、ストリゴイの血族が存在し、それぞれが個性的な特性を持つ。
ゲームでもアンデッドの特性が再現されており、そのため非常に特殊なアーミーに仕上がっている。魔法によってゲーム中に新たなゾンビやスケルトンを発生させることができ、倒された兵士を蘇らせることも可能。反面アンデッドは動きが遅く、移動の補佐にも魔法が必要なため魔法への依存度が高い。軍を率いる将軍が死ぬと、以後ユニットがどんどん崩壊していく。また、射撃力がほとんどない。他にも基本ルールを曲げる特殊ルールが多く存在する。編成の基本であるゾンビやスケルトンの戦闘力が低いが、レイス（亡霊）を中心にエリートやキャラクターに凶悪なユニットが存在する。それをいかにミックスして運用するかが重要なポイントである。

### トゥームキング
トゥームキングは、復活の日のために眠りについたネフェキーラ王国の王と共に埋葬されていた臣下がアンデッドとしてよみがえった勢力である。彼らは墓荒らしに対しては容赦せず、盗まれたものを取り返そうとしている。
ゲームではヴァンパイアカウントと同様アンデッドのルールがあり、似ている部分も多い。兵種が多く射撃も可能などヴァンパイアカウントより汎用性が高く対応力が高まった代わりに全般的な戦闘力はマイルドになっている。不慣れな人が用兵すると弱いが、熟練者が用兵すると不思議な強さを発揮する種族でもある。

### リザードマン
リザードマンは、熱帯のラストリア、およびサウスランドに栄える種族である。太古にオールドワールドに飛来して影響を及ぼし、混沌との戦いの末行方不明となった旧き者の僕であり、最も始めに文明を持った種族でもある。今なお旧き者の「大いなる目的」実現に向けて戦い続けている。リザードマンには、彼らが信仰する神の祝福を受けて生まれてくる目立った体色を持つものもいる。
ゲームでは強力な魔法を扱うスラン、戦闘力の高いザウルス、小回りのきくスキンク、大型で力の強いクロキシゴールや多彩な恐竜など、目的がはっきりしたユニットが多い。編成の主力となるザウルス達は優秀ではあるが兵装と敏捷性に難がある。そのためスランの強力な魔法力を有効活用し、戦いを補佐した作戦を行うことが重要である。

### ケイオスドワーフ
ケイオスドワーフは、ケイオスにより堕落したドワーフの勢力である。太古の昔にケイオス勢力に襲われ絶滅に瀕したドワーフの一派が、逆に正体不明のケイオス神（ハシェット神）の加護を受け、見返りとして膨大な量の資源と生贄を要求されており、その獲得のために戦争を行っている。一時期、グリーンスキンを奴隷にしていたが反乱された。それと前後して寝返ったホブゴブリンとは今でも懇意にしている。今ではウォリアーオブケイオスの同盟者であり、ケイオスアーマーやヘルキャノンなどを供給している。
長らくアーミーブックの更新が絶えていたが、2011年に子会社であるForgeworldから発売された「TAMURKHAN THE THRONE OF CHAOS」というサプリメントにアーミーリストが掲載された。

### ドッグス・オブ・ウォー
ドッグス・オブ・ウォーは、ティリア市国を中心にした傭兵による軍事勢力であり、様々な種族から構成されている。各々の部隊が特殊な背景とルールを持っている。他のアーミーに部隊単位で編入することが可能である他、ドッグス・オブ・ウォーのみでアーミーを編成することもできる。歩兵部隊の戦闘力は、アーミー固有の武装であるパイクのお陰で高い部類に入るが反面コストが高い。
日本でのサポートはなく、ミニチュアもほとんどが絶版になっている。アンオフィシャルであるが過去の版に対応していたアーミーリストを使えば対戦は可能である。

### 混沌の神々
混沌の神々は、ファンタジーバトル、40,000の両方に共通して存在する。
このうち、ティーンチとナーグルは「希望」と「絶望」という関係から敵対関係に有り、コーンとスラーネッシュは「怒り」と「喜び」という関係から敵対関係にある。
ティーンチ（Tzeentch）（喜）
歪みを作りし者。象徴（嘘、希望、野望、策略、魔法、傀儡）。
コーン（Khorne）（怒）
血と狂気の神。象徴（憎悪、怒り、血液、暴力、戦争、殺戮）。
ナーグル（Nurgle）（哀）
腐敗と病の主。象徴（絶望、停滞、破壊、疾病）。
スラーネッシュ（Slaanesh）（楽）
美と快楽の神。象徴（退廃、超過、痛み、喜び、自慰、性行為）。

### その他の勢力
ほかにもムート自治区などウォーハンマーにはさまざまな勢力がいる。オフィシャルなアーミーブックの出ていないこれらを使いたい場合、既にあるアーミーブックに当てはめる、ホワイトドワーフ誌に乗っているデータを使う、自分でデータを作るなどの方法があるが、何れにせよ対戦相手に了承を得るべきである。

### オールドワールドの地理
オールドワールド世界の大地は地球の大地と似ているが、どことなく潰れている印象がある。また、このほかにも未知の場所が存在する。
中央
- エンパイア　オールドワールド最大の人類の帝国。 （地球と比較するとヨーロッパ中央部に相当）

北方
- キスレブ　多くの遊牧民族を束ねた強力な帝国。 （地球と比較すると東欧ロシア側に相当）
- ノーシャ（トロールの郷） 渾沌神を崇拝する蛮族の国。 （地球と比較するとスカンジナビア半島および北極海に相当）
- 渾沌の荒野 凍てつくツンドラ地帯が広がる大地。 （地球と比較すると北極海に相当。オールドワールド世界では北極には海はない。）
- 鉤爪湾　エンパイアとノーシャを引き裂くように広がる内海。凍てつく海上には海賊船が我が物顔で横行している。 （地球と比較するとバルト海に相当）

南方
- ボーダー・プリンス　灰色山脈で隔てられた平原。ここには小さな国々がひしめき合っているために小競り合いが絶えない。 （地球と比較すると東欧のギリシャ側に相当）
- エスタリア　諸王国は封建制を維持し強い団結力でつながっている連合王国と呼べる地域である。 （地球と比較すると南欧およびバルカン半島に相当）
- ティリア　首都レーマの商人たちによってまとめ上げられている、共和制都市国家連邦国的な国である。 （地球と比較すると南欧。イタリアおよびギリシャに相当）

南方の彼方
- 悪たれ平原　岩だらけの大地が広がる荒野。山賊やオークが昼夜を問わず出没し、旅人を襲っている。海岸沿いにはドワーフの軍港都市パラク＝ヴァルも存在する。 （地球と比較するとトルコに相当）
- アラビィ　太古より人類が文明を築き王国をなしてきた大地。（地球と比較するとアラビア半島）
- 死者の国　荒れた平原、どこまで続く砂漠が広がっている。最古の文明にして不死の呪いに取りつかれて永遠の眠りについた呪われし地。 （地球と比較するとエジプトに相当）
- サウスランド　オールドワールドに匹敵するほどに広大な土地には熱帯雨林が広がり旧き者の巨大遺跡群が広がる。リザードマン達が遺跡を守り、人々はそれを崇拝し立ち入らない。 （地球と比較するとインドシナ半島に相当）

東方
- 最果て山脈　エンパイアの東側にそびえる荒々しい山脈。かつてはドワーフのトンネルが貫き地下帝国が築かれていた。今は怪物達によって占領されている都市が多い。 （地球と比較するとロシアに相当）
- 不浄ヶ原（闇の地）　強風吹き荒れる丘陵地帯。岩だらけの荒野に天をも貫く巨大な鉄で出来たゴルゴスの塔が存在する。 （地球と比較するとロシアおよび黒海に相当）
- オウガ・キングダム　悲嘆山脈の荒々しい峰が続く山地。 （地球と比較すると崑崙山脈に相当）

東方の彼方
- インドゥア　肥沃な大地に優れた文明が王国を作っている。 （地球と比較するとインドに相当）
- キャセイ　人類最大の版図と歴史を持つ大キャセイ帝国が存在する土地。余りにも広大な為に謎多い土地。 （地球と比較するとユーラシアに相当。版図は古代の中国/モンゴル帝国と類似）
- ニッポン　鎖国政策のため、何人も立ち入ることの出来ぬ謎に包まれた海洋帝国。 小説版によると混沌の龍神ゴジラが崇拝されている。（地球と比較すると日本およびフィリピンに相当）

西方
- ブレトニア　それほど恵まれても居ない平凡な大地に騎士精神を貫く貴族たちが王国を築いている。 （地球と比較すると西欧に相当）
- アセル・ロゥレンの森　ブレトニア、エスタリア、灰色山脈に接する広大な森林。 （地球に比較するとスイスに相当）
- 尊大海　オールドワールドが面する最大の海域。豊かであるが故にその名が与えられた。 （地球と比較すると大西洋に相当）

大海の彼方
- ウルサーン　旧き者がエルフ達のために作った人工島。 （地球と比較すると大西洋中央に相当）
- ニューワールド　開拓の手が未だ進まぬ新大陸。 （地球と比較すると北米のアメリカに相当）
- ラストリア　サウスランドに続き、旧き者が残した巨大遺跡が存在する大地。謎に包まれている。 （地球と比較すると南米に相当）
- ナーガロン　ウルサーンから追放された闇に落ちたエルフの逃亡の地。 （地球と比較すると北米のカナダに相当）

幻の島
- アルビオン　霧に閉ざされた幻の島。巨人やオガム文字を使うドルイドがいる。第6版では、ここを舞台にしたイベントサプリもあった。 （地球と比較するとグレートブリテン島に相当）

## 版の変遷

### ウォーハンマー:ファンタジーバトル
第1版
Boxセットとして1983年に発売された。
ブライアン・アンセルとリチャード・ハリウェル、リック・プリーストリーの3人のデザイナーにより作成された。白黒の箱に本が3冊ほど封入されていた。1冊目はテーブルバトルルールブックでルールと共に模擬戦が紹介されていた。2冊目はウィザードルールブックで、レベル4までの紹介とさらに高レベル魔法が紹介されていた。3冊目はキャラクターの紹介とロールプレイングによる経験値取得と成長ルールが記されていただけでなく、キャンペーンシナリオも用意されていた。
誤字脱字、矛盾するルールと偏ったバランスとひどい体裁にもかかわらず、斬新で単純な戦闘ルールと駆け引きによる心理戦を体験できるゲームとして人気を馳せた。他のミニチュアゲームと比較して、魔法などを駆使するエンターテイメント性があるゲームと評価された。
第2版
1版と同じくBoxセットとして 1984年に第2版を発売した。
1版とは異なり、それまでファンタジー作品の題材として代表的なものであった『D&D』やトールキン作品の世界観を排除する形で、ウォーハンマー独自の世界観を作り上げた。
奇術、魔術、精霊と言った新要素を追加し、戦闘において魔除けによってそれらを回避するルールを追加した。
アーミー編制にポイント制が用いられ、役に立つアーミー編制リストなどが附属されていた。
また、リアルな軍隊編成をプレイできるように追加オプションが発売された。
キャンペーンシナリオ集として「Bloodbath at Orcs' Drift」（1985年）と「Tragedy of McDeath」（1986年）が発売された。
第3版
前2作とは異なり、ハードカバーブックとして1987年に発売した。
発売されたゲームの中で最もルールが複雑でより深いエディションとなっている。さまざまな種族の新しい特殊部隊や、ウォーマシーンのためのルールが掲載され、英雄やウィザードをより表現させるためのルールが追加された。そのため2版までのヒーローリストの使用が非推薦プレイとなり、1991年に「Warhammer Armies」と言う新ヒーローリスト集が発売された。また、ヒーローと種族を別に設定できるのも第3版までであった。
第4版
第4版は再びBoxセットとして1992年に発売された。ルールは3版とは全く異なるエディションである。
3版までのミニチュアは非常にリアルな造形であったが、第4版以降から発売されたミニチュアは子供受けするようなコミカルな造形となった。
世界観もミニチュアに合わせるように、明るくコミカルでヒロイックファンタジーを彷彿とさせる世界観になる。
そのため、倫理的に問題があるモンスターや退廃的でうらぶれた雰囲気や泥臭い設定などが排除されることになった。
第4版と第5版は後に「Herohammer」と揶揄されるほどキャラクターが強いゲームバランスであった。
この版よりそれぞれの種族にそれぞれのアーミーブックが存在する形となった。
各アーミーはポイントの制限を受け、モンスターやウォーマシーンなどすべてがその制限に従った。
魔法ルールは選択した魔法がランダムで働くようになり、選ばれたスペルカードが発動する形となっていた。
また魔法もアーケンマジック（秘儀魔法）とケイオスマジック（混沌魔法）を使い強化できた。
第4版Boxセット
Boxセットにはプラスチック製で一体成型仕様のミニチュアが付属され、箱から取り出してすぐにプレイできる形になっていた。
ハイエルフとゴブリンのミニチュアが含まれている。
ウォーマシンやチャリオットなどは衝立コマを使って暫定的に表現されている。
ジェネラルとコマンドグループは含まれていない。
第5版（日本語版初展開）
第5版は1996年にハードカバーブックとして、5版改訂版はBoxセットとしてその年の12月に発売されている。
第5版はベストファンタジー賞やサイエンスフィクション1996のミニチュアルールのオリジナル賞を受賞した。
4版5版はルール的には類似しており、第4版のアーミーブックを引き続き使用することができる。
魔法体系も基本システムは同じとしながらも刷新され、バトルマジック（戦闘魔術）と各種族毎の魔法に分かれることになった。
第5版Boxセット
ブレトニアとリザードマンのミニチュアが入ったスタートBoxセット。
上記のアーミーは第5版リリースと共にサポートされたため、普及宣伝させる意味でBoxセット入りが決定した。
第5版までのBoxセットはルール上必須なジャネラルやルール上有利なコマンドグループが含まれていない。
そのため本格的に遊ぶには、それらのメタルフィギュアを購入しなければならなかった。
特にリザードマンはジェネラルにスランという高価なメタルフィギュアが必要であった。
第6版
第6版はペーパーバック仕様として2001年に発売され、Boxセットも同時に発売された。
4版5版が類似していたのと同様、6版7版は類似点が多く5版とは異なっていた。
5版までのヒーローは強大な力を持っていたが、6版からはそうでもなくなりヒーローによって勝利出来なくなった。
各アーミーブックにヒーローや魔法体系がまとめられ非常に良く纏まったルールとなった。
ミニチュアに関しては、4版では子供向きのコミカルな造形となっていたが、6版でゴシックホラー的造形へとデザインが先祖帰りした形になった。しかし、3版までの造形よりスマートになっていた。
世界観も4版・5版とうって変わり、3版のころの退廃的な世界観に近づくことになり、よりゴシックかつパンクな雰囲気を漂わせることになった。
第6版Boxセット
エンパイアとオーク＆ゴブリンのミニチュアが入ったスタートBOXセット。
ウォーハンマー世界の主役とも言えるエンパイアと、ウォーハンマーで一番数が多いとされるオーク＆ゴブリンが含まれている。
そのため世界観的にもバランスの取れたBoxセットである。
2008年に7版が出た後でも付属するミニチュアの内容に評価が高く、ミニチュアを主な目的として購入する人も多い。
第6版サプリメント
- アルビオン　霧に隠されし幻の島の覇権をめぐり各勢力が争うイベントサプリ
- ラストリア　旧き者の第2の巨大遺跡群の残る大地ラストリア。その覇権をめぐりリザードマンとの攻防を楽しむイベントサプリ
- ストーム・オブ・ケイオス　いよいよアーケイオンが渾沌の四神の加護を受け、純粋なるケイオス軍及び四神軍を引き連れてオールドワールドに大侵攻してくるイベントサプリ

第7版
第7版は2006年9月9日にハードカバーのルールブックとして発売され、6版と同じくBoxセットも発売された。（日本語版はBOXセットのみ）
ルール自体は6版のマイナーチェンジ版である。そのため、6版仕様の各種族アーミーブックを引き続き使用することができる。
世界観も6版と同様の世界観である。
第7版Boxセット
7版のBoxセットはドワーフとゴブリンの戦う「どくろ峠の戦い」である。
ドワーフとゴブリンのミニチュアが入っている。6版と違い一体成型のミニチュアが増えたのが特徴。
これはミニチュアの精巧さにとってはマイナスであるが、ランナー1枚あたりのミニチュア数の増加に貢献している。
第8版
第8版は2010年7月10日にハードカバールールブックが発売され、2010年9月4日にBoxセットも発売された。（日本語版はBOXセットのみ）
第4版以来の大規模なルール変更が行われたことにより、ユニットの死亡場面が増えたため、必要ミニチュア数が大きく増えることになった。
各種族アーミーブックは6版〜7版仕様を引き続き使用することができる。
第8版Boxセット
8版のBoxセットはハイエルフとスケイブンの戦う「流血島の合戦」。精緻なパーツ分割や躍動感のあるミニチュアが特徴的である。
なお、以前の版と違いBoxセットのみではゲームに必要なデータが足らず、別途種族アーミブックを入手する必要がある。
（日本語版ならPDFにて無料ダウンロードが可能）

### WARHAMMER: the OLD WORLD
2024年1月に発売された、ファンタジーバトルのリブート作品。一つの軍勢のアーミー構築済みミニチュアのキット・ルール・スケール・ダイスなどがまとめられた、ボックス売りが基本となっている。第1弾は「ブレトニア」と「トゥームキング・オヴ・ケムリ」。旧ファンタジーバトルのミニチュアも使用可能。発売時点では、日本語での展開は予定されていない。

## 日本での反響
2006年の時点の日本国内においてはあまり知名度が高くないとする指摘もあり、4Gamer.netの虎武須はミニチュアの入手性の悪さや、製品の価格設定の高さなどが原因であるとしている。
2018年の日本においてもマイナーではあるとされつつも、模型雑誌などで取り上げられる機会が増えたほか、『AoS』の日本語版が積極的に展開されるようになったため、一部メディアでは密かな人気があると紹介されている。また、インターネット上では、ミニチュアの塗装方法を紹介した動画やアプリが公開されているほか、SNS上で対戦相手を募集するプレイヤーもいる。
あるミニチュアゲーム専門店の関係者はASCIIの2018年10月10日の記事の中で、ホビー雑誌での紹介に加え、メーカー推奨塗料であるシタデルカラーの使いやすさがゲームとは無関係の模型ファンの間にも広まった結果、ミニチュアゲームの人気が少しずつ上がったのではないかと推測している。
電撃オンラインのhororoは、2018年の記事の中で、本シリーズについて「チェスや将棋の駒に少しキャラクター性がついたもの」に例えており、設定が作り込まれていながらも厳密ではなく、プレイヤーが独自の設定を想像する余地が残されている点を評価している。

## 関連作品
本シリーズのスピンオフ作品の多くは、英語版で未翻訳ではあるが、海外からの輸入販売はされている。
テーブルトークRPG
- ウォーハンマーRPG

「ウォーハンマーFB」と同じオールドワールドを舞台としたテーブルトークRPG。
日本語版は、初版は社会思想社、第2版はホビージャパンが発売していた。2012年に第3版もリリースされているが未訳である。2020年には第4版がホビージャパンより発売された。
ミニチュアゲーム
- ウォーマスター（英語版）

「ウォーハンマーFB」の世界観による超大規模戦闘を楽しむためのバトルゲームで、全てのミニチュアのスケール（縮尺）が非常に小さい。未訳。
- ブラッドボウル（英語版）

「ウォーハンマーFB」世界のキャラクター群を使ってアメリカンフットボールをするボードゲーム。20年にわたってルールが改定されてきた経緯を持つ。未訳。
- モードハイム（英語版）

「ウォーハンマーFB」世界の局地戦闘モノ。渾沌の領域より飛来した渾沌の結晶体「ワープストーン」をめぐって争う小規模バトルゲーム。未訳。
- マノウォー (ミニチュアゲーム)（英語版）

「ウォーハンマーFB」の世界観による海戦をテーマとするミニチュアゲーム。未訳。
トレーディングカードゲーム
- ウォークライ (トレーディングカードゲーム)（英語版）

「ウォーハンマーFB」と同じ世界観を使用したトレーディングカードゲーム（TCG）。未訳。
コンピュータゲーム
- Blood Bowl（1995年版）（英語版）

『Blood Bowl』の最初のゲーム化作品。
- Blood Bowl（209年版）（英語版）

『Blood Bowl』の2度目のゲーム化作品。ルールは『Blood Bowl』の最終版に基づいている。
- Blood Bowl 2（英語版）

上記作品の続編。
- Warhammer Online: Age of Reckoning（英語版）

ジャンルはMMORPG。ゲーム世界は「ウォーハンマーFB」4版と「ウォーハンマーRPG」1版の設定をかけあわせた世界となっている。次世代のゲームシステム「Realm vs. Realm」によって、PvPの戦闘とPvEのクエストが同一のマップ上で統合され、大規模な戦争の一端を荷うことになる。6つの軍のいずれかに属し、オーダー軍団（ドワーフ、ハイエルフ、エンパイア）またはデストラクション軍団（グリーンスキン、ダークエルフ、ケイオス）のどちらかに分かれて戦う。
2008年現在、英語版のみ正式稼働している。サーバーは米国のみではあるが日本から参戦している人は多く、発売元のEAによれば千人規模の日本人クランも存在しているとのこと。
- Warhammer: Mark of Chaos　拡張パック（ Battle March ）

ジャンルはRTS（Windows用・Xbox 360用ソフト）。中世の戦場ものと同様に軍団で動くRTSとして開発され発売された。先の「Dawn of War」とは開発会社が異なる。未訳。
- Warhammer WarCry: Battle for Atluma

トレーディングカードゲーム「WarCry」をコンシューマーゲーム化したPSP用ソフト。未訳。
- Warhammer: Chaosbane

アクションRPG。アサヴァール・クルによる旧大陸制圧を題材としており、プレイヤーは新皇帝・マグナス敬虔公のために帝国再建を担う者として位置づけられている。